# Црква Преподобне Параскеве у Доњој Трнави
Црква Преподобне Параскеве у Доњој Трнави, насељеном месту на територији града Прокупље, припада Епархији нишкој Српске православне цркве. Подигнута и освећена је 2019. и посвећена је Преподобној Параскеви.
Данашња црква је подигнута ма месту старијег храма, зиданог од камена, а откривена је 1894. године од стране Димитрија Костића. Земљиште на којем се црква налази било је својина Јована и Станоја Вељковића из Доње Трнаве. Изградња нове цркве је започета почетком 2006. године.
Народ се на молитви окупља за Велики петак и на дан преподобне Параскеве, којој је и посвећен овај храм. Завршен је у потпуности и освећен 8. августа 2019. године, на празник Свете Параскеве.